# Malanville
Malanville è una città situata nel dipartimento di Alibori nello Stato del Benin con 120 900 abitanti (stima 2006).
È conosciuta come centro di scambi commerciali ed è sede di un grande mercato.

## Geografia fisica
Malanville è situata nella parte settentrionale del Benin, lungo la frontiera tra Benin e Niger, ed è connessa al Niger attraverso un ponte sul fiume Niger. Sorge a circa 35 km da Karimama alla quale è connessa da una strada.
Il terreno e il clima sono quelli delle regioni desertiche: molto sole e poca acqua.
Confina a nord con il Niger, a sud con Kanti e Ségbana, ad ovest con Karimama e ad est con la Nigeria.

## Storia
Malanville ha una popolazione estremamente eterogenea come una grande comunità musulmana, un'altrettanto grande comunità cristiana, così come praticanti di altre religioni. Persone di lingua araba, di lingua francese, o di altre lingue locali. La cucina è un misto di cucina africana, araba ed europea. Nonostante le differenze che esistono tra questi gruppi, essi vivono fianco a fianco in pace, condividendo le responsabilità derivanti dall'impegno nel settore pubblico.

## Società

### Religione
La maggioranza della popolazione è di religione musulmana (91,9), seguita da religioni locali (1,4%) e dal cattolicesimo (3,1%).

## Economia
La popolazione di Malanville è occupata in larga misura nelle attività agricole, ma il settore del turismo sta crescendo dato che la frontiera con il Niger consente ai turisti di visitare il Parco Nazionale W, una riserva naturale con elefanti, giraffe ecc. Gli hotel e i ristoranti stanno cominciando a svilupparsi grazie a questo turismo di alto livello.

## Educazione
A Malanville esiste una scuola secondaria e tre scuole elementari e medie, ma non esistono ancora altri centri culturali come biblioteche, ecc.

## Amministrazione
Il comune è formato dai seguenti 5 arrondissement formati a loro volta da 32 villaggi:
- Garou
- Guénè
- Malanville
- Mandécali
- Tomboutou